# Hollahalli, Alur
Hollahalli là một làng thuộc tehsil Alur, huyện Hassan, bang Karnataka, Ấn Độ.